# Gustave est médium
Pour plus de détails, voir Fiche technique et Distribution.
Gustave est médium est un film muet français réalisé par Louis Feuillade, sorti en 1922.

## Fiche technique
- Titre : Gustave est médium
- Réalisation : Louis Feuillade
- Scénario :
- Photographie :
- Société de production : Société des Établissements L. Gaumont
- Société de distribution :
- Pays de production :  France
- Langue : film muet avec les intertitres en français
- Format : Noir et blanc — 35 mm — 1,33:1 — Muet
- Genre : Comédie
- Métrage : 800 mètres
- Durée : 33 minutes
- Date de sortie :
  - France : 6 janvier 1922

## Distribution

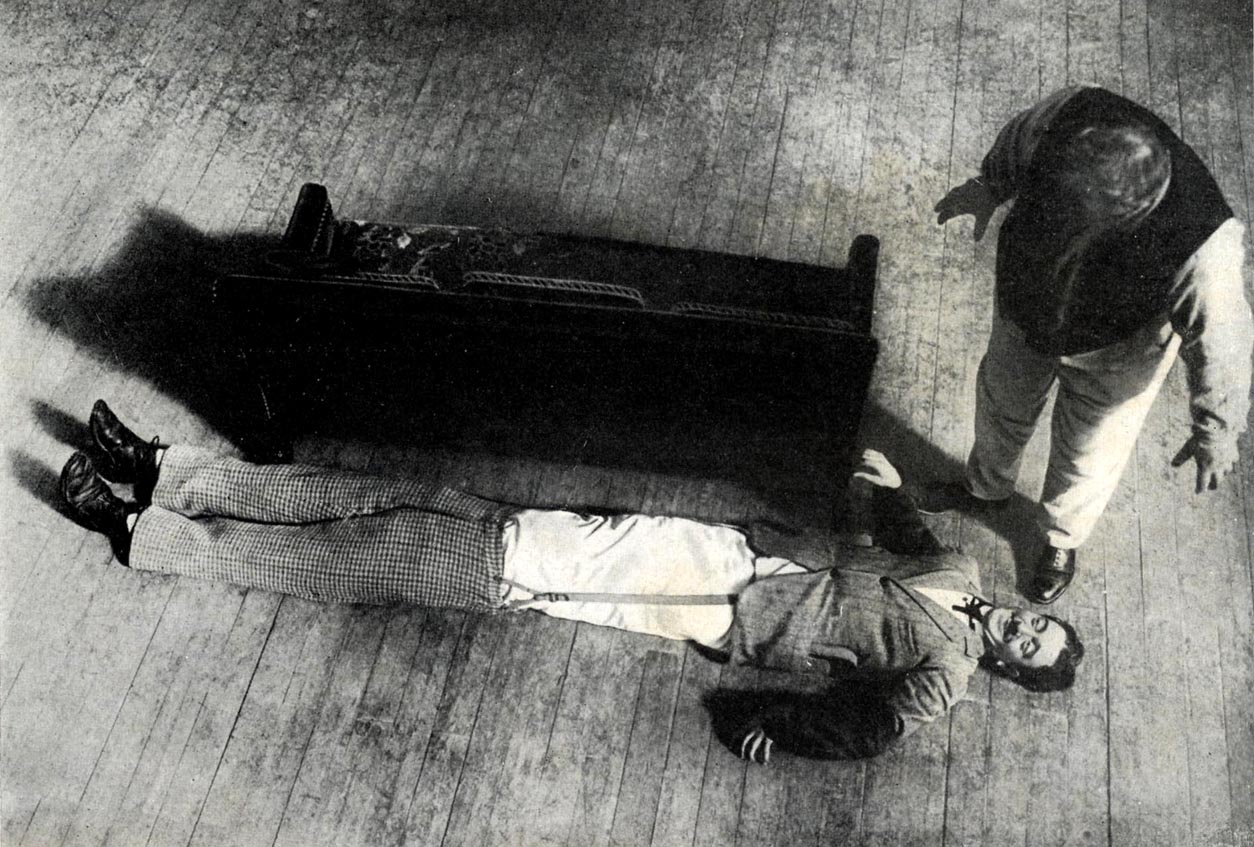
Georges Biscot dans le rôle de Gustave.

- Georges Biscot : Gustave
- Édouard Mathé
- Blanche Montel
- Henri-Amédée Charpentier
- Jeanne Rollette